# Sauroposeidon proteles
Sauroposeidon proteles la única especie conocida del género extinto Sauroposeidon (en griego "lagarto dios de los terremotos") de dinosaurio saurópodo sonfospóndilo, que vivió a mediados del período Cretácico, hace 112 millones de años, durante el Albiense, en lo que es hoy Norteamérica. Conocido solo por varios ejemplares incompletos, incluyendo un lecho de huesos y rastros fosilizados que se han encontrado en los estados norteamericanos de Oklahoma, Wyoming y Texas. Sus fósiles fueron encontrados en rocas que datan de cerca del final del Cretácico inferior de entre el Aptiense y el Albiense. Es conocido como el último saurópodo de América del Norte, antes de una ausencia del grupo en el continente que duró 40 millones de años, que terminó con la aparición de Alamosaurus durante el Maastrichtiense.
Los fósiles fueron encontrados en rocas del Cretácico inferior, una época en la que los saurópodos estaban disminuyendo considerablemente en Norteamérica, siendo el último de los saurópodos gigantes de este continente. Cuando fueron hallados, en 1994, los restos se identificaron erróneamente como madera petrificada. Un análisis más detallado de 1999 reveló su verdadera naturaleza, dando lugar a un cierto revuelo en los medios de comunicación, y a la publicación formal, que apareció un año después (Wedel et al., 2000).

## Descripción

Tamaño comparativo, mostrando las vértebras aisladas del espécimen holotipo en blanco. Cada cuadro representa un 1 metro.

Como otros saurópodos pertenecientes a la familia Somphospondyli, Sauroposeidon era un herbívoro cuadrúpedo con sus miembros delanteros más largos que los posteriores, un diseño del cuerpo similar al de los braquiosáuridos y la jirafa moderna, con un cuerpo corto y un cuello extremadamente largo. Las estimaciones indican que Sauroposeidon podría alcanzar 13,5 metros de altura, con un cuello ancho, haciéndole uno de los dinosaurios más altos. Los hombros llegaban probablemente a los 5 metros de altura. Con una longitud estimada de hasta 27 metros y una masa de entre 36 a 40 toneladas.

"Es verdaderamente asombroso. Es indiscutiblemente la criatura más grande en haber caminado sobre la Tierra."
Richard Cifelli, descubridor de Sauroposeidon

La conferencia de prensa de 1999 atrajo inmediatamente la atención internacional de los medios de comunicación, lo que condujo a muchos informes de noticias inexactas del tipo de: "¡El dinosaurio más grande de todos!". Mientras que es verdad que Sauroposeidon sea probablemente el dinosaurio más alto exhumado hasta 2006, no es ni el más largo ni el más masivo. Supersaurus, Maraapunisaurus y Argentinosaurus son mejores candidatos al título, aunque la pobre evidencia fósil hace imposible una graduación exacta. Sin embargo, este animal puede no estar tan relacionado con Brachiosaurus como se pensaba anteriormente, por lo que estas estimaciones pueden ser inexactas.
El hallazgo original de Sauroposeidon estaba compuesto por cuatro vértebras cervicales medias articuladas, números 5 a 8, con las costillas cervicales en su lugar. Las vértebras son extremadamente alargadas, y la más grande tiene una longitud total de 1,4 metros, lo que la convierte en la vértebra del cuello de saurópodo más larga registrada. El examen de los huesos reveló que están en forma de panal con diminutas células de aire y son muy delgados, como los huesos de un pollo o un avestruz, lo que hace que el cuello sea más ligero y más fácil de levantar. Las costillas cervicales también eran notablemente largas, con la costilla medible más larga, en la vértebra 6, mide 3.42 metros, aproximadamente un 18% más larga que la costilla más larga reportada para Giraffatitan, pero excedida en longitud por las costillas cervicales de Mamenchisaurus.
Las estimaciones iniciales del tamaño de Sauroposeidon se basaron en una comparación entre las cuatro vértebras de Sauroposeidon y las vértebras del espécimen HM SII de Giraffatitan brancai, ubicado en el Museo de Historia Natural de Berlín. El HM SII es el braquiosáurido más completo que se conoce, aunque, dado que está compuesto por piezas de diferentes individuos, sus proporciones pueden no ser totalmente precisas. Las comparaciones con los otros parientes de Sauroposeidon son difíciles debido a los restos limitados. La longitud del cuello de Sauroposeidon se estima en 11,25 a 12 metros, en comparación con una longitud de cuello de 9 metros para el Giraffatitan HM SII. Esto se basa en la suposición de que el resto del cuello tiene las mismas proporciones que Giraffatitan, lo cual es una conjetura razonablemente buena. Sauroposeidon probablemente podría levantar su cabeza 17-18 metros sobre el suelo, que es tan alto como un edificio de seis pisos. En comparación, Giraffatitan probablemente podría levantar su cabeza 13,5 metros en el aire. La altura de los hombros de Sauroposeidon se ha estimado en 6 a 7 metros basándose en una interpretación del animal como braquiosáurido. Las estimaciones de su longitud total posible han oscilado entre 27 metros y 34 metros.
La masa de Sauroposeidon se estima en 40-60 toneladas. Si bien las vértebras de Sauroposeidon son entre un 25% y un 33% más largas que las de Giraffatitan, su diámetro es solo entre un 10% y un 15% mayor. Esto significa que, si bien Sauroposeidon probablemente tiene un cuerpo más largo que Giraffatitan, su cuerpo es más pequeño en comparación con el tamaño de su cuello, por lo que no pesaba tanto como un Giraffatitan a escala. En comparación, Giraffatitan podría haber pesado de 36 a 40 toneladas. Esta estimación del Giraffatitan es un promedio de varias metodologías diferentes. Sin embargo, Sauroposeidon tiene un cuello grácil en comparación con Giraffatitan. Si el resto del cuerpo resulta ser igualmente delgado, la estimación de masa puede ser demasiado alta. Esto podría ser similar a la forma en que el Apatosaurus relativamente robusto pesa mucho más que el Diplodocus más largo pero mucho más delgado. Además, es posible que los saurópodos hayan tenido un sistema de sacos de aire, como los de las aves, lo que podría reducir todas las estimaciones de masa de saurópodos en un 20% o más.

## Descubrimiento e investigación

Lugar de descubrimiento de Sauroposeidon en el condado de Atoka, Oklahoma.

El primer espécimen hallado está representado por cuatro vértebras del cuello, descubiertas en la Oklahoma rural, en el condado de Atoka, no lejos de la frontera con Texas, en un afloramiento rocoso de cerca de 110 millones de años, específicamente entre el Aptiense y el Albiense. Los restos fueron descubiertos en 1994 en la Formación Antlers por el Dr. Richard Cifelli y su equipo del Museo de Historia Natural de Oklahoma. Inicialmente se identificaron erróneamente como madera petrificada. No fue sino hasta tres años más tarde, cuando el Dr. Cifelli las asignó a un estudiante graduado, Matt Wedel, para que las analizara como parte de un proyecto, que el espécimen fue nuevamente estudiado. Los resultados de este análisis revelaron la significancia del hallazgo, por lo que se realizó una conferencia de prensa en octubre de 1999, seguida por la publicación oficial en el Journal of Vertebrate Paleontology en marzo de 2000. La nueva especie fue llamada S. proteles y su holotipo es OMNH 53062. Atrajo la atención de los medios de comunicación de inmediato, lo que llevó a algunas fuentes a llamarlo incorrectamente como el dinosaurio más grande de la historia.

"Sauroposeidon fue un descubrimiento inesperado, porque era un enorme, (...) animal en una edad en la que los saurópodos eran subcompactos."
Matt Wedel, líder del equipo de clasificación de Sauroposeidon

Descubrimientos adicionales de otros restos hallados en la Formación Cloverly, en Wyoming, sugirieron que Sauroposeidon pertenece al clado Somphospondyli, en lugar de incluirse en Brachiosauridae, como se pensó cuando fue identificado en 1999. Otros hallazgos descubiertos en Texas apoyaron estas conclusiones.
En 2012, muchos otros restos de saurópodos que se conocían durante décadas con varios nombres diferentes también se clasificaron en el género Sauroposeidon. Los huesos de saurópodos y los rastros se conocían desde hace mucho tiempo en el área del río Palux y en Texas, generalmente referidos al género Pleurocoelus, incluidos esqueletos parciales, particularmente de la Formación Glen Rose, sobre la Formación Twin Mountains. A mediados de la década de 1980, los estudiantes de la Universidad de Texas en Austin descubrieron un lecho de huesos en un rancho en el condado de Hood, pero las primeras obras se detuvieron en 1987. La cantera se reabrió en 1993 y posteriormente fue trabajada por grupos de la Universidad Metodista del Sur, Fort Worth, Museo de Ciencia e Historia y Universidad Estatal de Tarleton. Todos los restos de saurópodos de este lecho óseo parecen provenir del mismo género de saurópodos. También se conocen registros petrificados del sitio. El sitio era fluvial cuando se estaban depositando sus rocas, con canales de arenas y lodos, y concreciones de calcita y arenisca cementada que contiene fósiles. Después de la excavación y preparación de la mayoría de los fósiles del sitio, su especie de saurópodo recibió el nombre de Paluxysaurus jonesi.
El nombre Paluxysaurus se basó en el espécimen FWMSH 93B-10-18, un cráneo parcial que incluye un maxilar izquierdo, nasal y dientes asociados . Otros huesos de la cantera incluyeron un cuello parcial de siete vértebras, trece vértebras de la espalda y 30 de la cola y ejemplos de todos los huesos de extremidades y cinturas excepto algunos huesos de manos y pies. Se distinguió de todos los demás saurópodos por los detalles vertebrales y tiene varias diferencias morfológicas en otros huesos en comparación con otros saurópodos del Cretácico Inferior de América del Norte. El género se limitó a los restos del lecho de huesos, por ejemplo, el esqueleto parcial del condado de Wise conocido como Pleurocoelus sp., SMU 61732, no se refiere a Paluxysaurus, en cambio, ese espécimen es el holotipo de Astrophocaudia slaughteri de D'Emic en 2012, otro saurópodo somfospóndilano. Existen diferencias en los restos de P. sp. y Paluxysaurus, pero no se pueden distinguir con seguridad. En 2012, el nuevo análisis de estos especímenes a la luz de restos adicionales de Sauroposeidon llevó a los paleontólogos D'Emic y Foreman a concluir que Paluxysaurus era el mismo animal que Sauroposeidon y por lo tanto un sinónimo más moderno de S. proteles.
Un braquiosáurido gigante similar a Sauroposeidon pero del Cretácico Temprano en Inglaterra fue descrito en 2004 por Darren Naish y colaboradores. Conocido solamente a partir de dos vértebras del cuello, era quizá semejante en tamaño. Su descubrimiento destaca la estrecha relación entre los dinosaurios norteamericanos y europeos en el Cretácico Inferior.

### Etimología

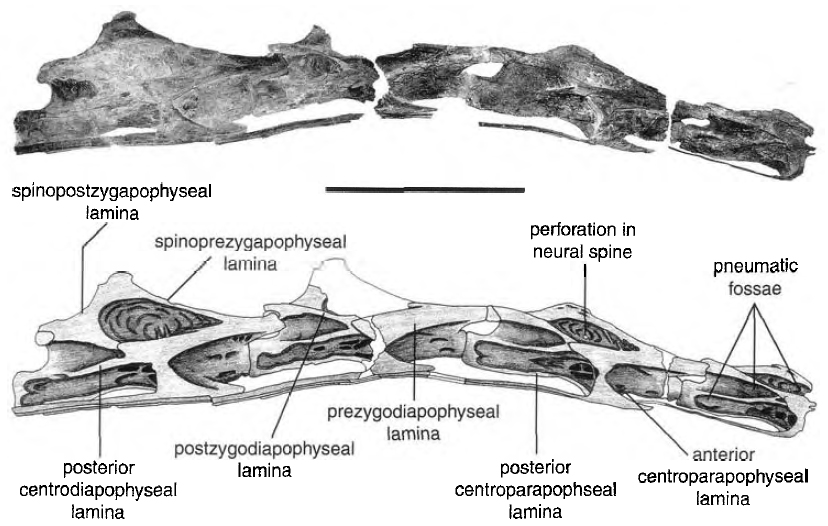
Vértebras del cuello.

El nombre del género proviene del griego sauros, σαύρος, para "lagarto" y Poseidón, 'Ποσειδών, el dios del mar y los terremotos de la mitología griega, Esta es una referencia a la noción de que el peso de un saurópodo era tan grande que el suelo temblaba mientras caminaba. El nombre de la especie, proteles, πρωτέλης, también proviene del griego, y significa "perfecto antes del final", señalándolo como uno de los últimos y más especializados saurópodos gigantes de Norteamérica.

## Clasificación
Sauroposeidon proteles fue considerado en un principio una especie con afinidades a Brachiosaurus y Giraffatitan, ambos incluidos en la familia Brachiosauridae. Sin embargo, estudios recientes contradicen esta suposición señalando a Sauroposeidon  como un miembro basal del clado Somphospondyli.

### Filogenia
A continuación, un cladograma según D'Emic y Foreman de 2011.

|  | Euhelopodidae                  |
|  |                                |
|  | \| \| Titanosauria \| \| \| \| |
|  |                                |
|  | Titanosauria                   |
|  |                                |

|  | Titanosauria |
|  |              |

|  | Euhelopodidae                  |
|  |                                |
|  | \| \| Titanosauria \| \| \| \| |
|  |                                |
|  | Titanosauria                   |
|  |                                |

|  | Titanosauria |
|  |              |

|  | Euhelopodidae                  |
|  |                                |
|  | \| \| Titanosauria \| \| \| \| |
|  |                                |
|  | Titanosauria                   |
|  |                                |

|  | Titanosauria |
|  |              |

|  | Euhelopodidae                  |
|  |                                |
|  | \| \| Titanosauria \| \| \| \| |
|  |                                |
|  | Titanosauria                   |
|  |                                |

|  | Titanosauria |
|  |              |

## Paleobiología
El hallazgo de Sauroposeidon consistió en el descubrimiento de cuatro vértebras cervicales medias, números 5 a 8, con las costillas cervicales en su lugar. Las vértebras son extremadamente alargadas, con la mayor midiendo unos 1,2 metros de largo, las más alargadas en el registro fósil. El examen de los huesos reveló que son alveolados con pequeñas celdas llenas de aire, y muy finos, como los huesos de pollo o avestruz, lo que hace al conjunto mucho más liviano y más fácil de mover, también las costillas cervicales eran largas y fuertes, de las cuales la mayor medida fue la correspondiente a la vértebra 6 midiendo 3,42 metros, alrededor de un 18% más larga que la mayor costilla de Giraffatitan, pero menores en largo a las de Mamenchisaurus. Mientras que sus vértebras son un 25–33% más largas que las de Giraffatitan, son solamente 10–15% más grandes en diámetro. Esto significa que mientras que Sauroposeidon tenía probablemente un cuerpo netamente mayor que aquel, este sería más pequeño en comparación al tamaño del cuello, de modo que el peso no escalaría linealmente.
Las estimaciones de la longitud se basan en una comparación entre las cuatro vértebras de Sauroposeidon y las vértebras del espécimen HM SII de G. brancai, situado en el Museo de Historia Natural de Berlín. El HM SII es el ejemplar de Giraffatitan más completo que se conoce, aunque puesto que se compone de fragmentos de diversos individuos sus proporciones pueden no ser totalmente exactas. Las comparaciones con otros parientes de Sauroposeidon serían difíciles debido a la limitada cantidad de restos disponibles. La longitud del cuello se estima en 11,25 a 12 metros, en comparación a los 9 metros que posee el HM SII. Esto se basa en la asunción de que el resto del cuello tiene las mismas proporciones en Giraffatitan, lo que parece ser una conjetura razonablemente buena.
Se considera que Giraffatitan pudo haber pesado entre 36 a 40 toneladas. Esta estimación es un promedio obtenido mediante diversas metodologías. Sin embargo, el cuello relativamente grácil de Sauroposeidon, da lugar a otra conjetura: si su cuerpo seguía la misma proporción, la estimación anterior podría ser demasiado elevada. De la misma forma, el relativamente fornido Apatosaurus habría pesado mucho más que el comparativamente más largo pero mucho más estilizado Diplodocus. Finalmente, es posible que los saurópodos tuvieran un sistema de sacos de aire, como las aves modernas, lo que podría reducir todas las estimaciones sobre la masa en un 20% o más.

## Paleoecología
Sauroposeidon vivió en las costas del Golfo de México, el cual corría a través del estado de Oklahoma en esa época, en un vasto delta fluvial similar al que ahora existe en el Delta del Misisipi. Este paleoambiente, el cual ha sido preservado en la Formación Antlers, también se extendía desde el suroeste de Arkansas pasando por el sureste de Oklahoma y el noreste de Texas. Esta formación geológica no ha sido datada radiométricamente. Los científicos han usado los datos bioestratigráficos y el hecho de que se comparten varios taxones con el Grupo Trinity de Texas, para suponer que esta formación fue depositada durante la época del Albiense del período Cretácico Inferior, hace aproximadamente 110 millones de años.
El área preservada en esta formación corresponde a una gran planicie inundable que desembocaba en un mar interior poco profundo. Varios millones de años después, este mar se expandiría hacia el norte, convirtiéndose en el Mar de Niobrara y dividiendo a Norteamérica en dos partes por casi toda la duración del período Cretácico Superior. El paleoambiente de Sauroposeidon consistía de bosques tropicales o subtropicales, deltas fluviales, pantanos costeros, bayous y lagunas, probablemente similares a los de la actual Luisiana.
Había pocos depredadores que pudieran intentar atacar a un Sauroposeidon adulto, pero los juveniles era probablemente cazados por el terópodo Acrocanthosaurus atokensis, el cual probablemente era el superdepredador en esta región, y el pequeño celurosaurio Deinonychus antirrhopus. Sauroposeidon también compartía su paleoambiente con otros dinosaurios, como el saurópodo Astrodon (Pleurocoelus) y el dinosaurio más comúnmente hallado en esa región, el ornitópodo Tenontosaurus. Otros vertebrados presentes durante esta época incluyen al anfibio Albanerpeton arthridion, los reptiles Atokasaurus metarsiodon y Ptilotodon wilsoni, el crocodilomorfo Bernissartia, los peces cartilaginosos Hybodus buderi y  Lissodus anitae, el pez actinopterigio Gyronchus dumblei, el crocodiliano Goniopholis, y las tortugas Glyptops y Naomichelys. También se conocen de la Formación Antlers posibles restos indeterminados de aves. La evidencia fósil sugiere que el pejelagarto Lepisosteus era el vertebrado más común en la región. Los mamíferos primitivos conocidos de la región incluyen a Atokatherium boreni y a Paracimexomys crossi.

## Paleobiogeografía y biocronología

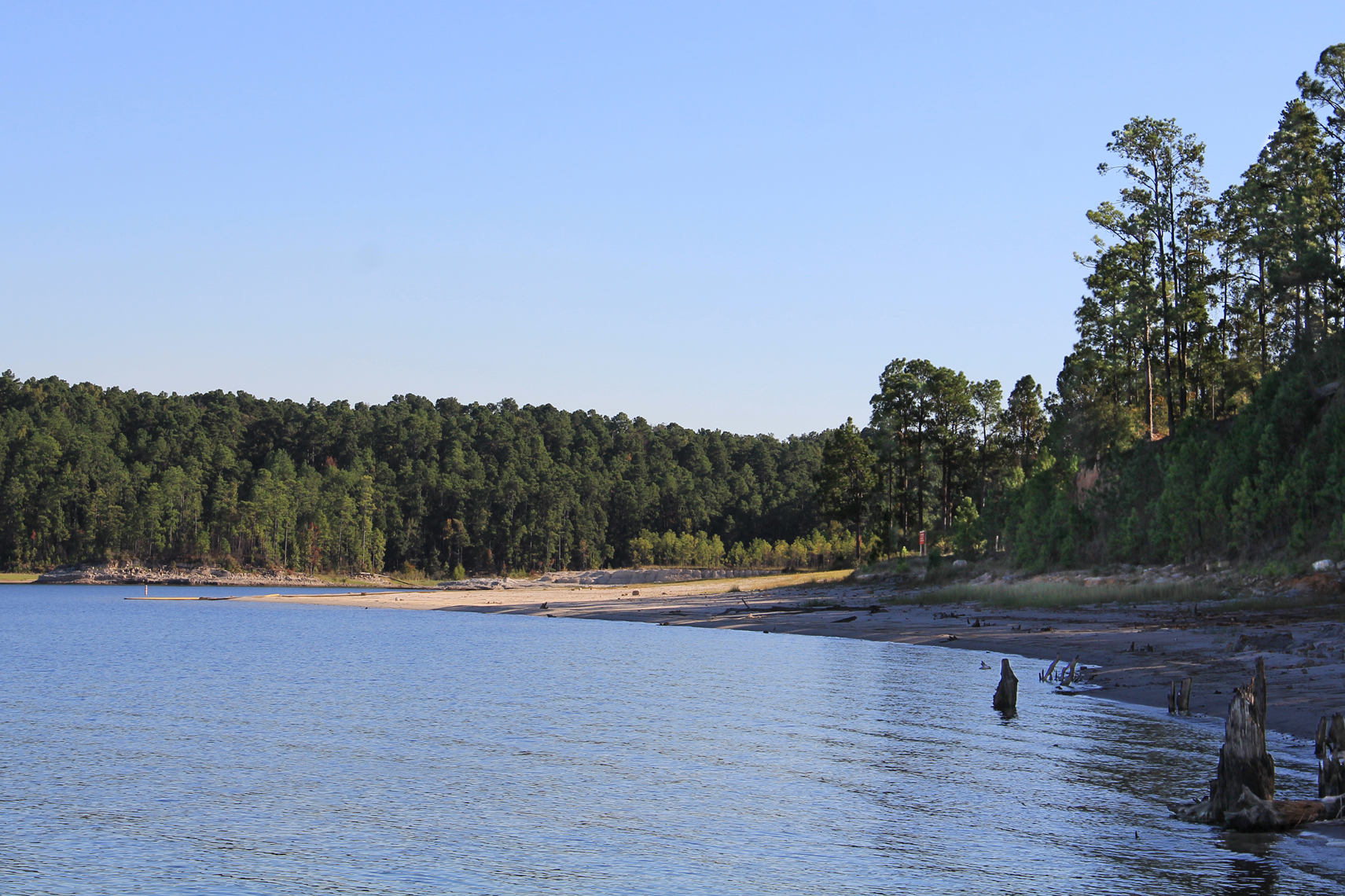
East Texas, Piney Woods

Los saurópodos, que incluyó a los animales terrestres más grandes de todos los tiempos, fueron un grupo muy vasto y exitoso. Sus primeros representantes aparecieron en el Triásico Tardío, y poco después se distribuyeron por todo el mundo. Para el Jurásico Tardío, Norteamérica y África estaban dominadas por los diplodócidos y los braquiosáuridos, y para el final del Cretácico Tardío, los titanosaurianos eran los más extendidos. Pero en el Cretácico Temprano, el registro fósil del que disponemos es escaso. La mayoría de los otros saurópodos se encontraban ya en proceso de extinción, y pocos especímenes correspondientes a este período han sido encontrados en territorio norteamericano, y los restos recuperados son a menudo fragmentarios o representan a miembros juveniles de sus respectivas especies.
La mayoría de los saurópodos supervivientes estaban por entonces reduciéndose en tamaño (a un promedio de 15 metros de longitud, y de 10 a 15 toneladas); lo que hace que el descubrimiento de Sauroposeidon, un saurópodo gigante especializado tan tardío, sea muy inusual.